# Municipio de Houston (Arkansas)
El municipio de Houston (en inglés: Houston Township) es un municipio ubicado en el condado de Perry en el estado estadounidense de Arkansas. En el año 2010 tenía una población de 838 habitantes y una densidad poblacional de 9,83 personas por km².

## Geografía
El municipio de Houston se encuentra ubicado en las coordenadas 35°2′26″N 92°41′47″O / 35.04056, -92.69639. Según la Oficina del Censo de los Estados Unidos, el municipio tiene una superficie total de 85.27 km², de la cual 82,58 km² corresponden a tierra firme y (3,15 %) 2,69 km² es agua.

## Demografía
Según el censo de 2010, había 838 personas residiendo en el municipio de Houston. La densidad de población era de 9,83 hab./km². De los 838 habitantes, el municipio de Houston estaba compuesto por el 95,82 % blancos, el 1,91 % eran afroamericanos, el 0,24 % eran amerindios y el 2,03 % eran de una mezcla de razas. Del total de la población el 1,43 % eran hispanos o latinos de cualquier raza.